# Roxana Lupu
Roxana Gârleanu Lupu (n. 5 decembrie 1985, București, România) este o actriță română de film, televiziune și de teatru.

## Biografie
Roxana Lupu a fost respinsă la admiterea la Facultatea de Teatru din Cluj dar, un an mai târziu, a fost admisă la Facultatea de Teatru din București.

## Filmografie
A interpretat rolurile: prințesa Tatiana Romanov în Royal Murder Mysteries, regina Elisabeta a II-a în seriile documentare BBC Inside Buckingham Palace și Inside Windsor Castle, prințesa Margareta în Private Lives of Monarchs, regina Maria în Queen Marie of Romania (2019).
Ca Roxana Gârleanu a interpretat rolurile Ana în Hensi 3D: The Making Of (2015) sau ca asistenta lui Peter în Noaptea fricii 2 (2013).